# Brisket
El brisket (no debe confundirse con el brisket o tapa de asado, corte proveniente del pecho de ternera) es un plato judío popular de pechuga de ternera estofada, que se sirve caliente y tradicionalmente acompañado de kugel de patata (u otro kugel no lácteo), latkes y/o sopa de bolas de matzah. Es de origen asquenazí y se sirve comúnmente para festividades judías como el janucá, la pascua judía, el Rosh Hashaná y el shabat. Se encuentra comúnmente en las comunidades judías de todo el mundo, aunque se asocia más comúnmente con los judíos en los Estados Unidos, donde se ha considerado  como el plato principal judío más importante e icónico desde principios del siglo XX.

## Descripción
En la gastronomía judía tradicional, el brisket suele cocinarse lentamente en un horno durante muchas horas a una baja temperatura, lo que ayuda a ablandar la carne, que de otro modo estaría dura.
El brisket es especialmente popular como plato principal de festividades tradicionales. Por razones de economía y del cashrut, históricamente fue uno de los platos de carne más populares entre judíos asquenazíes.

## Historia
El brisket es implícitamente kosher ya que proviene de la parte delantera del animal y era barata, porque todo lo que lleva mucho tiempo cocinar y que no se puede asar a la parrilla presenta desafíos, especialmente en un restaurante.
Julia Moskin, reportera de The New York Times

El brisket ha sido consumida por los judíos asquenazíes en Europa para ocasiones especiales como la Pascua, al menos desde el siglo XVIII. Es duro, pero barato, y si se cocina durante muchas horas a baja temperatura, se vuelve tierna. El plato se hizo popular debido a su bajo costo; los agricultores vendían los cortes caros y se quedaban con los más baratos.
Los refugiados judíos asquenazíes trajeron consigo la cocina de la cultura shtetl e introdujeron el brisket a la población estadounidense en general.

## Preparación

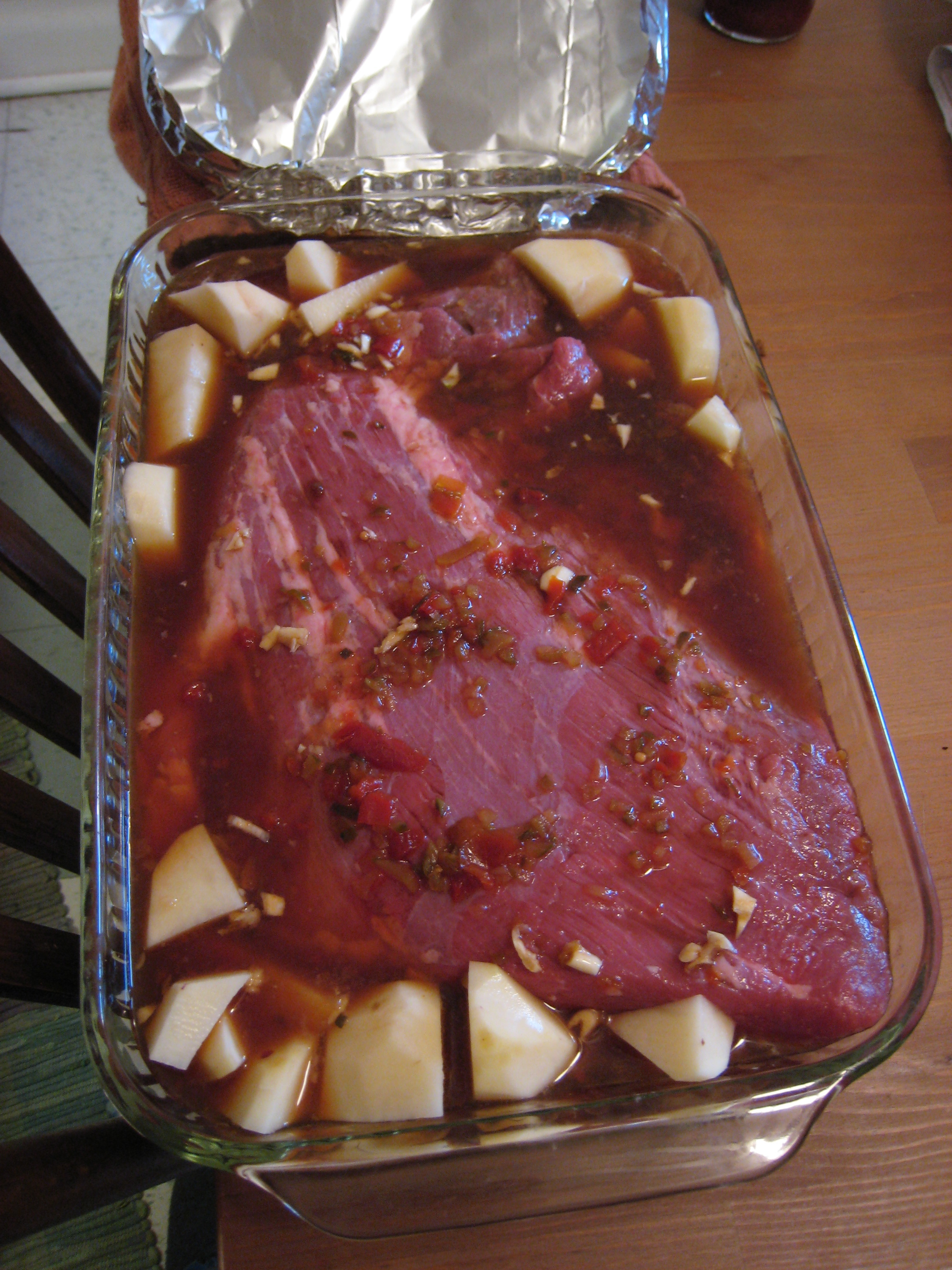
Un plato de brisket preparado para la Pascua.

Por lo general, se condimenta o se cocina con una salsa, como salsa de chili o ketchup, o incluso con Coca-Cola, y se agregan verduras como cebollas, ajo, papas y zanahorias y luego se cocina la pechuga de res durante varias horas en un horno. En tiempos modernos, una olla de cocción lenta también se ha convertido en un método de cocción popular para la carne. Una de las formas más comunes en que se prepara la pechuga en la cocina judía estadounidense se llama pechuga agridulce (sweet-and-sour brisket, en inglés) y consiste en una pechuga cocinada en una salsa que contiene tomates triturados, condimentos, azúcar morena, vinagre y caldo de res o pollo. Otra preparación de la carne es marinada y cocinada con una salsa que contiene café colado.